# Sherdils
Sherdils (урду شير دل, досл. Левині Серця) — пілотажна група ВПС Пакистану. Виступає на дев'яти навчально-тренувальних літаках K-8 Karakorum (Hongdu JL-8).
Пілотів до команди набирають з-поміж інструкторів з пілотування реактивних літаків у ескадрильї вдосконаленої підготовки пілотів реактивних літаків Академії ВПС в Рисалпурі. Участь в команді здійснюється на додаток до основної роботи інструкторів.

## Історія
Команду створив інструктор академії сквадрон-лідер Бахар-уль-Хак. Він вчився за обміном у Королівського військово-повітряного коледжу Кранвелл і вирішив заснувати на батьківщині пілотажну групу на основі досвіду команди групи Королівських Британських ВПС Червоні Пелікани. Метою створення команди було продемонструвати професійну майстерність викладачів академії та виступити з коротким шоу на випускних парадах пілотів-студентів. Перший офіційний політ команди відбувся 17 серпня 1972 року. Її очолив війни 1965 року ейр-командор Імтіаз Бхатті, на той час командир відділу базової льотної підготовки.
Назву «Sherdils» вона отримала 19 вересня 1974 року. Перші виступи команди були дуже успішними, у тому числі вони показували свої шоу для іноземних високопоставлених гостей. Команда виступала на чотирьох літаках Cessna T-37 Tweet. Спочатку всі Т-37 були пофарбовані в червоний колір, але без дорогого поліуретанового покриття цей колір тримався недовго, тому команда обмежилася лише яскраво-помаранчевими позначками на носі, кінчиках крил і хвості.
У 1980 році кількість літаків було збільшено до шести. Кольорову схему було змінено на біло-червоно-синю. Трохи пізніше на літаки було встановлено димогенератори (кольори диму — червоно-помаранчево-зелений). У 2004 кількість літаків збільшена до дев'яти.
У 2009 році Sherdils перейшли на сучасніші навчально-тренувальні літаки Hongdu K-8 Karakorum, розроблені спільно з Китаєм. Перший публічний виступ на нових машинах відбувся під час навчань під час церемонії випуску Академії ВПС у 18 листопада 2009 року. Кількість нових літаків спочатку становила чотири, у 2010 була збільшена спочатку до семи, потім до дев'яти.

## Інциденти
08 жовтня 1978 року під час тренувального польоту зіткнулися в повітрі два літаки команди – лідер і замикаючий. Пілот лідера флайт-лейтенант Аламдар Хусейн загинув, пілот замикаючого не постраждав. Хусейн посмертно нагороджений орденом Сітара-е-Басалат.

## Галерея

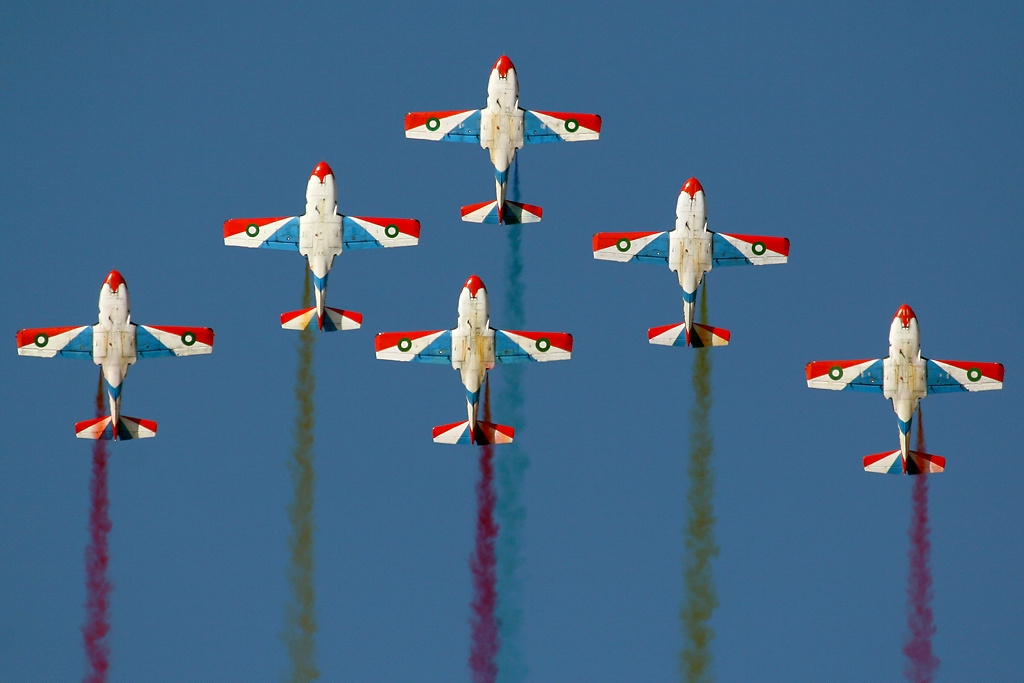
Sherdils на T-37, 2007 рік
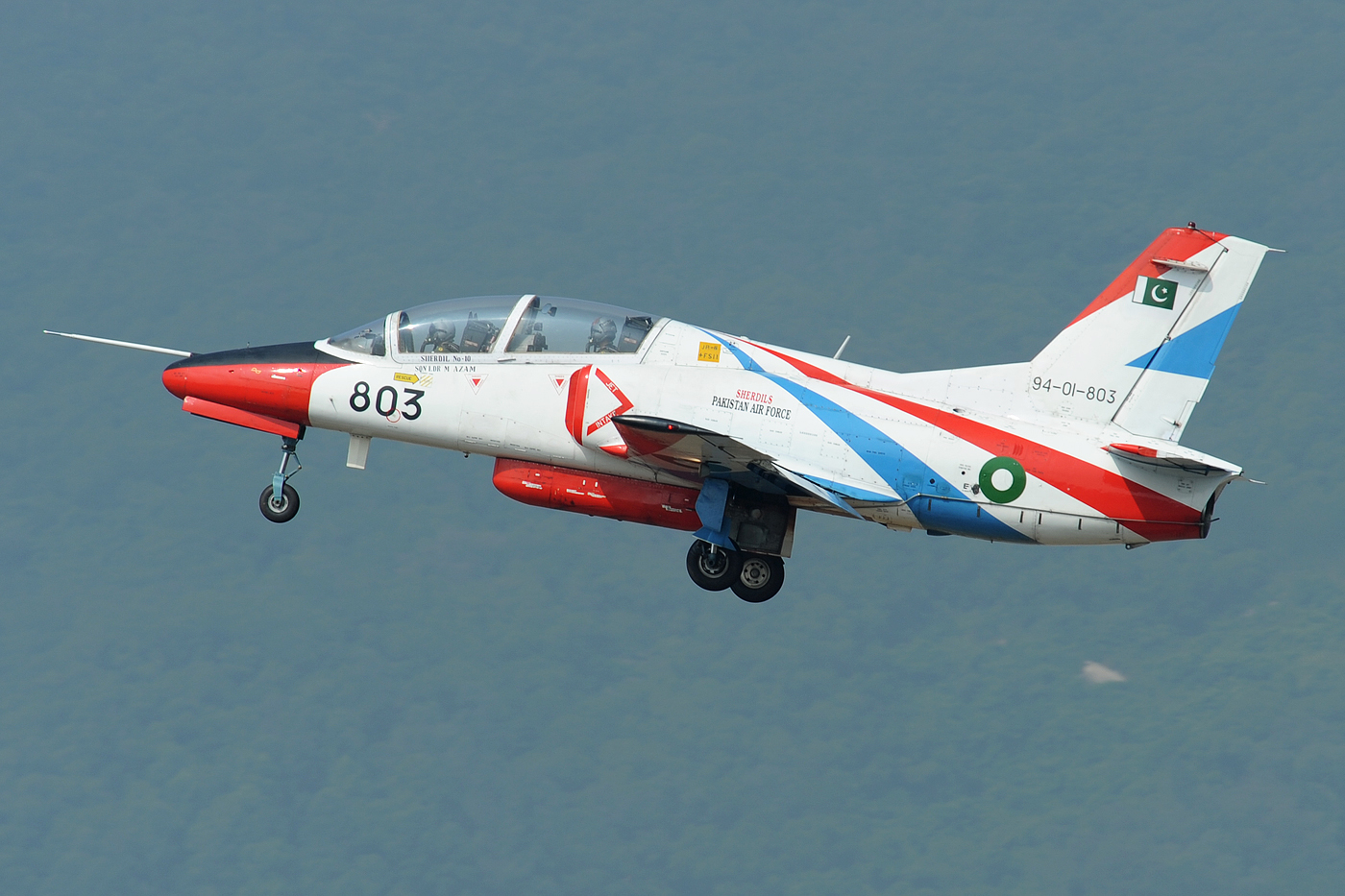
Один з K8 команди, 2010
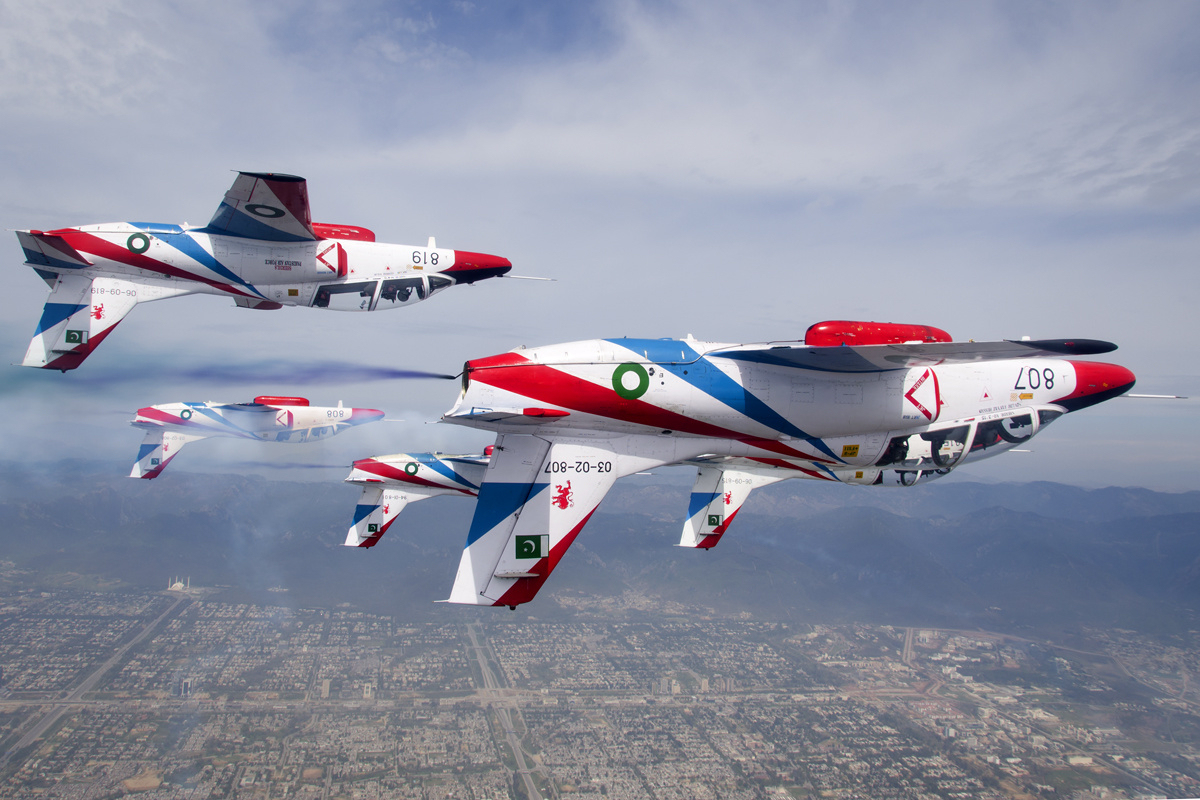
2015